# شهرستان خفر
شهرستان خَفر یکی از شهرستان‌های استان فارس ایران است. مرکز این شهرستان، شهر باب‌انار است.
این شهرستان در تاریخ ۱۰ مهر ۱۳۹۸ از شهرستان جهرم جدا شد و مستقل گردید.

## پیشینه تاریخی

آرامگاه جاماسب حکیم

خفر در زمان هخامنشیان دارای رونق بوده چنانچه در الواح گلی تخت جمشید نیز از خفر با نام «کبرپیش» یاد شده‌است. در یکی از این الواح «اَرتَخم» حاکم فسا، مزد ۱۵۰ کارگری که در بشی‌یا (فسای کنونی) و کبرپیش (خفر) کار می‌کردند از خزانه‌دار کل پارس «راتی بیندا» خواسته‌است. مقبره جاماسب حکیم در روستای کراده در منطقه خفر نیز مربوط به دوران هخامنشی است و نشان از رونق خفر در آن دوران دارد. قابل بیان است که در کتب مختلف کردیه چوبین خواهر بهرام چوبین و سردار سپاه ساسانی نیز از مردمان خفر بوده‌است.
در دوره ساسانیان، خفر یکی از روستاهای کوره اردشیر خوره بود. جغرافی‌نویسان سده چهارم، خفر را ناحیه و شهری مشروب از رود سَکّان (قره آغاج) دانسته‌اند. در سده ششم شهر خفر از شهر کوار بزرگ‌تر بود و هوای لطیف، آب گوارا، غلات، میوه‌های سردسیری و گرمسیری و جامع و منبر داشت. در سده هفتم، یاقوت حموی (ذیل «خبر») آن را شهرکی نزدیک شیراز ذکر کرده‌است. در سده هشتم حمداللّه مستوفی (ص ۱۱۶–۱۳۳) خفر را شهری آباد و دارای قلعه مستحکمی به نام تیرخدا (تیرخدای؛ واقع در کوهی بلند نزدیک خفر) معرفی کرده‌است. این قلعه در سده هشتم، مدتی در اختیار حکام آل‌مظفر بود. در سده یازدهم، شاردن و تاورنیه در مسیر سفرشان از شیراز به جهرم و بندرعباس از کاروان‌سرای خفر یاد کرده‌اند.
در نیمه دوم سده دوازدهم علی مردان‌خان زند که با احمدخان ذوالقدر (حاکم جهرم) منازعه داشت، آسیبهایی به بلوک خفر رساند. در دوره ناصرالدین شاه قاجار، اعتمادالسلطنه بلوک خفر را مشروب از رود خفر، به طول شانزده و عرض نیم تا ۱٫۵ فرسخ دانسته و از شکار کبک و دراج در آنجا یاد کرده‌است. در همین دوره، فسائی نیز مطالبی از خفر آورده‌است. او بلوک خفر را به مرکزیت آبادی خفر با حدود صد خانه ذکر کرده و از فراورده‌های سردسیری و گرمسیری آنجا یاد کرده‌است. در اوایل دوره پهلوی، بلوک خفر جزو بلوکات ولایات خمسه فارس، دارای چهل آبادی و ۲۶٬۰۰۰ سکنه بود.
بخش خفر در سال ۱۳۲۳ به عنوان یکی از بخش‌های شهرستان جهرم تشکیل شد. در سال ۱۳۶۱ خاوران و در سال ۱۳۷۴ باب‌انار به شهر ارتقا یافتند. در سال ۱۳۶۶ نیز ۵ دهستان خفر، راهگان، سفیدار، علی‌آباد و گل‌برنجی در این بخش تشکیل شدند. در ۱۰ مهر ۱۳۹۸ طبق مصوبه هیئت دولت بخش خفر به شهرستان خفر ارتقا یافت و بخش راهگان به مرکزیت خاوران متشکل از دهستان‌های راهگان و راهگان شمالی در این شهرستان تشکیل شدند.

## جغرافیا

### موقعیت
شهرستان خفر در مرکز استان فارس واقع است. شهرستان‌های سروستان و کوار در شمال این شهرستان، شهرستان فسا در شرق، شهرستان جهرم در جنوب و شهرستان فیروزآباد در غرب این شهرستان واقع شده‌اند. رود قره‌آغاج از این شهرستان می‌گذرد.

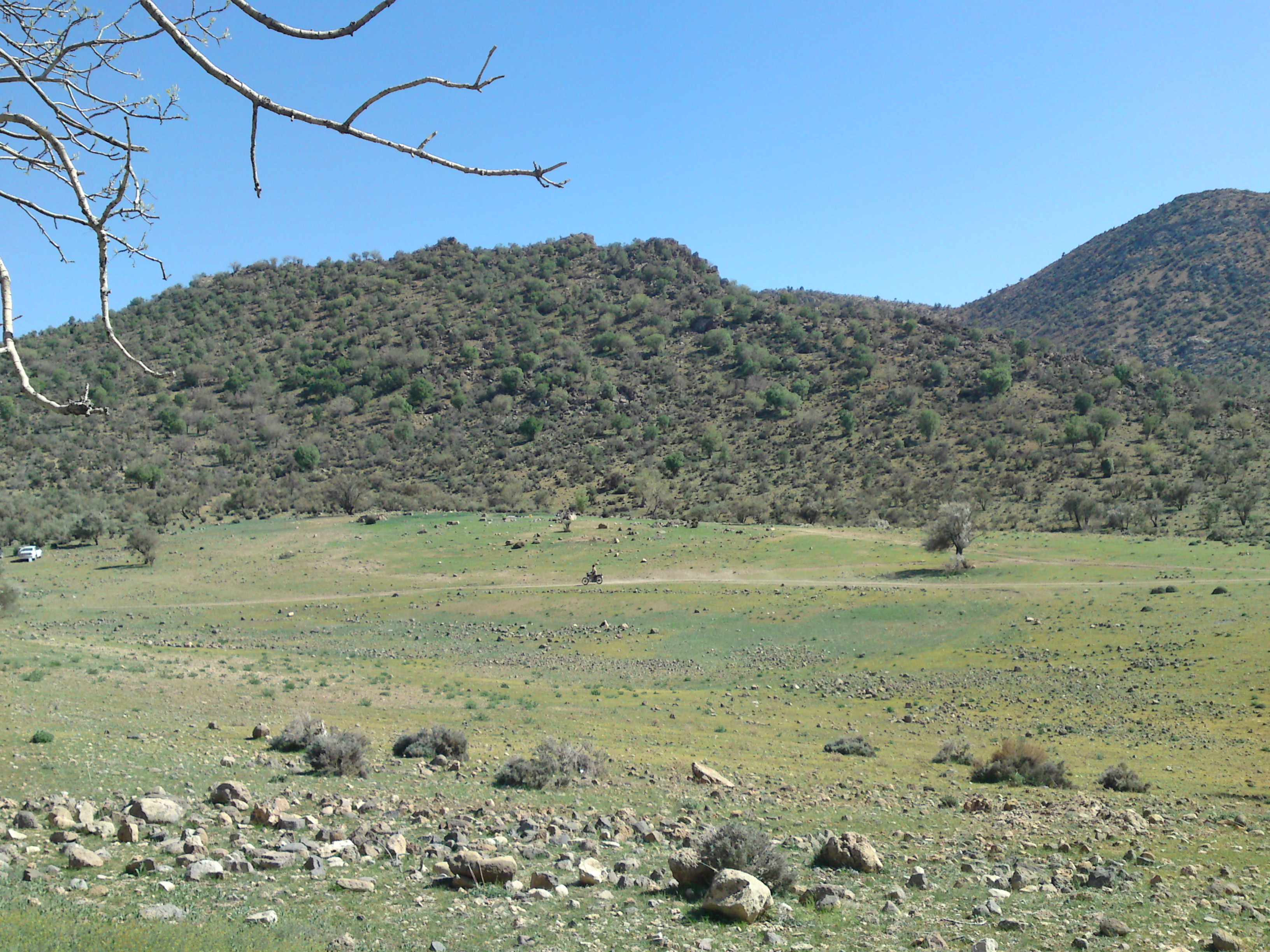
جنگل خاوران

### آب و هوا
خفر دارای آب و هوای چهار فصل است به گونه‌ای که درختانی همچون انار، مرکبات، بادام، گردو، هلو، زردآلو، انجیر، سیب، ازگیل و زیتون در این منطقه رشد می‌کنند. خفر دارای آب و هوای خشک و نیمه خشک می‌باشد. بیشتر بارش‌ها در این منطقه در نیمه دوم بهمن ماه روی می‌دهد. تابستان‌های خفر گرم و خشک و بدون بارندگی و زمستان‌های آن نسبتاً سرد هستند. میانگین بیشترین دمای شهر باب‌انار، مرکز این شهرستان در تابستانها به °۲۹ و میانگین کمترینِ آن در زمستانها به °۱۲ می‌رسد و متوسط بارش سالانه آن نیز در حدود سیصد میلیمتر است.

## مردم

### جمعیت
بنابر سرشماری مرکز آمار ایران، جمعیت شهرستان خفر در سال ۱۳۹۵ برابر با ۴۲٬۲۶۳ نفر بوده‌است و بدین ترتیب بیست و هشتمین شهرستان پرجمعیت استان فارس به‌شمار می‌رود.

### زبان و نژاد
مردم خفر مردم به زبان فارسی سخن می‌گویند.

### دین و مذهب
مردم خفر مسلمان و شیعه دوازده امامی هستند.

### آداب و رسوم
مردم خفر برای تحویل سال نو به زیارت اهل قبور می‌روند و در شادی‌ها هم به صورت همگانی شرکت می‌کنند. برای مراسم ازدواج دو روز و دو شب مراسم می‌گیرند که برای شادتر شدن این مجالس از ساز و دهل نیز استفاده می‌کنند. برای مراسم فوت هم به ترتیب مراسم تشییع و تدفین، سومین روز، هفتمین روز، چهلمین روز و در بعضی روستاها چهارماه و دهمین روز و سرانجام مراسم سالگرد برای گذشتگان برگزار می‌کنند.

## جاذبه‌ها

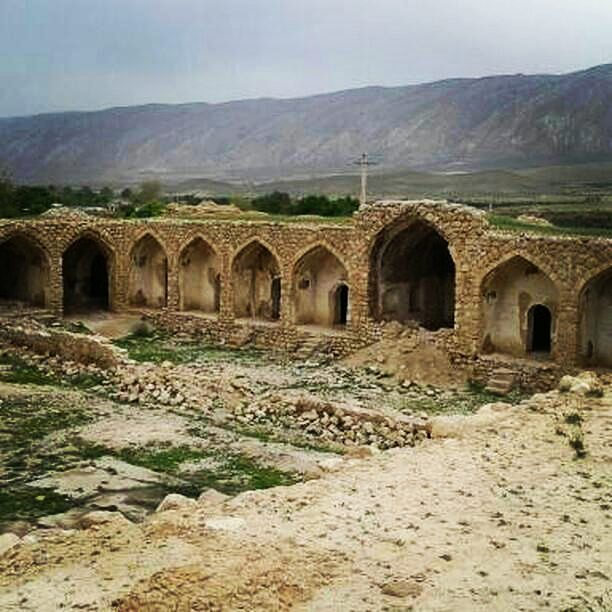
کاروانسرای آسمانجرد

طبیعت خاوران

### آثار تاریخی
- خانه‌های بومگردی خانکهدان و بافت قدیمی خاوران
- حمام تاریخی خاوران
- آرامگاه جاماسب حکیم
- بقعه شیخ خلیفه
- کاروانسرای آسمانجرد
- تل گورستان برایجان
- تل نقاره خانه شهر خفر
- گورستان چرگ

### مکانهای دیدنی
- کوچه باغ‌های خاوران
- پارک شیخ احمدی خاوران
- جنگل شدید خاوران
- آبشار مروارید شهرخفر
- آبشار باب انار
- پارک بزرگ شهر
- باغ‌های تفریحی و چشمه‌های روستاهای برایجان و نعمت‌آباد
- روستای شاخون یکی از زیباترین روستاهای استان فارس
- مقبره جاماسب حکیم
- بقعه شیخ خلیفه جزه
- قنات کرفت
- غار آب کمونه روستای کرفت
- غار تادوان روستای تادوان
- تنگ اشکفت روستای کرفت
- تل خزانه ای از بناهای تاریخی دوره ساسانیان روستای اشکوری
- قنات اشکوری روستای اشکوری

### اماکن مذهبی
امامزاده ابولقاسم روستای غربی (شاهزاده ابولقاسم) یکی از مهم‌ترین اماکن مذهبی بخش خفر است که در روستای غربی در ۴ کیلومتری مرکز خفر قرار دارد. مردم دین پرور خفر به این امامزاده اعتقاد ویژه‌ای دارند حتی از خارج از خفر هم برای زیارت این مکان مذهبی می‌آیند. در ضمن در روز عاشورا یکی ازبزرگترین همایش هیئت‌های عزاداری در این مکان برگزار می‌گردد.
خفر به علت موقعیت جغرافیایی مناسب اسلامی محل دفن بیش از ۳۰ امامزاده می‌باشد از جمله: امامزاده ابولقاسم غربی، سلطان میر احمد، امامزاده حسین شهر خفر، امامزاده سید امان الدین آبادشاپور، پیر سبزپوش شرقی، امامزاده ابر اهیم گلبرنجی، امامزاده حسین خاوران، امامزاده عزیزالله باغکبیر، امامزاده مورچکی، امامزاده سید نور محمد کراده، امامزاده امیر احمد زرجان و…

## مراکز درمانی
شهرستان خفر دارای یک بیمارستان، یک مرکز بهداشتی درمانی شبانه‌روزی شهری، یک پایگاه بهداشتی شهری، ۸ مرکز بهداشتی درمانی روستایی و ۳۰ خانه بهداشت است. امور بهداشتی و درمانی شهرستان خفر تحت نظر دانشگاه علوم پزشکی جهرم است. از مهم‌ترین مراکز درمانی این شهرستان می‌توان به موارد زیر اشاره کرد:
- بیمارستان خاتم‌الانبیا باب‌انار
- مرکز بهداشتی درمانی شبانه‌روزی شهری خاوران
- پایگاه بهداشتی شهری باب‌انار
- مرکز بهداشتی درمانی روستایی شهر خفر
- مرکز بهداشتی درمانی روستایی جزه
- مرکز بهداشتی درمانی روستایی فتح‌آباد
- مرکز بهداشتی درمانی روستایی تادوان
- مرکز بهداشتی درمانی روستایی باغ‌کبیر
- مرکز بهداشتی درمانی روستایی اسماعیل‌آباد
- مرکز بهداشتی درمانی روستایی برایجان
- مرکز بهداشتی درمانی روستایی فشان

## دانشگاه‌ها
- دانشگاه آزاد اسلامی واحد خفر
- دانشگاه پیام نور واحد خاوران

## مشاهیر
درطول تاریخ:
- آزاد خان قره گزلو بزرگان و خوانین استان فارس و داماد آقا رضا خان بورکی کلانتر کوار که از بزرگان منطقهٔ خفر و روستای شاخون در قرن بیستم بود
- کردیه چوبین (خواهر بهرام چوبین و سردار سپاه ساسانی)
- شمس الدین محمد بن احمد خفری معروف به علامه خفری از حکما و مؤلفان صاحب نام قرن دهم ه‍.ق
- شیخ ابومحمد حسن بن حسین خفری از علمای مذهبی قرن پنجمه. ق که در مسجد جامع عتیق شیراز موعظه می‌کرده‌است و یکی از تالفات مهم او عیون التفاسیر است.
- شیخ ابو محمد خفری از علمای با تقوای قرن هفتم
- فقیه نورالدین خفری متوفی به سال ۶۱۷ هجری قمری
- حاج قوام الدین حیدر خفری از عارفان معروف
- شیخ امین ادوله جعفری خفری
- قوام الدین خفری از ریاضی دانان معروف و هم عصر شاه طهماسب صقوی اول و صاحب تألیفاتی چند از جمله منتهی الادراک
- خواجه محمود دهدار خفری از علما و ریاضی دانان قرن دهم و صاحب حدود ۱۶ تألیف در زمینه خواص اعداد و جبر
- سید محمود حسینی خفری از نحویون قرن دوازدهم
- ابو حکیم عبداله بن ابراهیم خفری از فقهای برجسته قرن پنجم
- شیخ محمود خفری عالم و فقیه متوفی به سال ۷۱۴ ه‍.ق
- زین الدین خلیفه خفری از زهاد قرن هشتم
- علی خلیفه خفری متوفی به قرن نهم
- محمد خلیفه خفری از علمای قرن هفتم
- حاج سید علی خفری زرجانی از علما و مراجع تحصیل کرده در نجف اشرف که در حرم سید علاء الدین حسین شیراز نماز جماعت را اقامه می‌داشت و در زیر ساعت آستانه مدفون بوده که اکنون قبر وی تخریب شده‌است.

## تقسیمات کشوری
شهرستان خفر دارای ۲ بخش، ۶ دهستان و ۲ شهر به شرح زیر است:

### شهرستان خفر
| بخش    | مرکز بخش | جمعیت بخش ۱۳۹۵ | نام دهستان   | مرکز دهستان | جمعیت دهستان ۱۳۹۵ | شهر     | جمعیت شهر ۱۳۹۵ |
| ------ | -------- | -------------- | ------------ | ----------- | ----------------- | ------- | -------------- |
| مرکزی  | باب‌انار  | ۲۸،۰۷۹ نفر     | گل‌برنجی      | گل‌برنجی     | ۷،۸۶۹ نفر         | باب‌انار | ۷،۰۶۱ نفر      |
| مرکزی  | باب‌انار  | ۲۸،۰۷۹ نفر     | علی‌آباد      | علی‌آباد     | ۶،۴۸۵ نفر         | باب‌انار | ۷،۰۶۱ نفر      |
| مرکزی  | باب‌انار  | ۲۸،۰۷۹ نفر     | سفیدار       | اسماعیل‌آباد | ۳،۸۹۳ نفر         | باب‌انار | ۷،۰۶۱ نفر      |
| مرکزی  | باب‌انار  | ۲۸،۰۷۹ نفر     | خفر          | زرجان       | ۲،۷۷۱ نفر         | باب‌انار | ۷،۰۶۱ نفر      |
| راهگان | خاوران   | ۱۴،۱۸۴ نفر     | راهگان       | باغ کبیر    | ۶،۱۶۹ نفر         | خاوران  | ۴،۳۳۲ نفر      |
| راهگان | خاوران   | ۱۴،۱۸۴ نفر     | راهگان شمالی | تادوان      | ۳،۶۸۳ نفر         | خاوران  | ۴،۳۳۲ نفر      |